# József Hamzók
József Hamzók (ur. 31 marca 1971) – węgierski zapaśnik walczący w stylu klasycznym.
Zajął szóste miejsce na mistrzostwach świata w 1993. Srebrny medalista mistrzostw Europy w 1994. Drugi w Pucharze Świata w 1993 i 1994. Mistrz świata młodzieży w 1991. Trzeci na ME juniorów w 1989 roku. Mistrz Węgier w 1997, 1998 i 2000 roku.